# Villafranca Sicula
Villafranca Sicula – miejscowość i gmina we Włoszech, w regionie Sycylia, w prowincji Agrigento.
Według danych na styczeń 2010 gminę zamieszkiwało 1458 osób przy gęstości zaludnienia 82,5 os./1 km².